# Текелійська ТЕЦ
44°51′37″ пн. ш. 78°44′36″ сх. д. / 44.86028° пн. ш. 78.74333° сх. д.
Текелійська ТЕЦ — теплова електростанція на півдні Казахстану. Певний час була відома як Текелійська ТЕЦ-2.
В першій половині 1940-х років у Текелі почав роботу свинцевий рудник, у комплексі з яким звели ТЕЦ-1. Станом на кінець 1990-х за нею ще рахувалось три парові котли Ярроу зі станційними номерами 2 — 4, які стали до ладу в 1944, 1946 та 1950 роках і мали продуктивність по 13 тонн пари на годину.
З розвитком Текелійського промислового майданчика та самого міста звели ТЕЦ-2, яка в 1959—1962 роках отримала три парові котли від Барнаульського котельного заводу типу БКЗ-75-39ФБ. Від них живились запущені в 1959 та 1960 роках дві парові турбіни Брянського машинобудівного заводу типу Т-12-35 потужністю по 12 МВт.
Як паливо ТЕЦ споживає вугілля.
Забір води для технологічних потреб відбувається із річки Чажа.
В 2023-му анонсували будівництво у Текелі парогазової установки комбінованого циклу потужністю 41 МВт.